# Bundesverband der Aramäer
Der Bundesverband der Aramäer in Deutschland (BVDAD; reichsaramäisch ܚܘܝܕܐ ܕܣܘܪ̈ܝܝܐ ܒܐܠܡܢܝܐ) ist der Dachverband der aramäischen Vereine und die politische Vertretung der in Deutschland lebenden aramäischen Christen (eigensprachlich als Suryoye bezeichnet, auch bekannt als Assyrer oder Chaldäer). Der Bundesverband setzt sich für soziale, kulturelle und politische Belange ein und fördert gleichzeitig die Erhaltung der aramäischen Kultur. Rechtlich handelt es sich um eine Nichtregierungsorganisation (NGO).
Der Bundesverband der Aramäer ist Bestandteil des World Council of Arameans (Syriacs), welche nach eigenen Angaben als gesamtheitliche Institution und Vertretung der Aramäer in der Welt fungiert. Neben dem Bundesverband der Aramäer in Deutschland gibt es entsprechende Vertretungen in Schweden, den Niederlanden, der Schweiz, Belgien, Australien, Amerika, Österreich, Großbritannien und Syrien.
Bundesvorstand
| Bundesvorsitzender | Stellv. Bundesvorsitzende   | Sprecherin  | Finanzvorstand |
| ------------------ | --------------------------- | ----------- | -------------- |
| Daniyel Demir      | Benjamin Bulut, Aydin Deniz | Sara Nergiz | Marauge Aslan  |

## Politik
Bereits 2012 wurde der Wunsch der in Ahlen lebenden Aramäer laut, wieder ihre ursprünglichen Familiennamen anzunehmen. Hintergrund dessen war die zwangsweise Auferlegung türkischer Familiennamen in der Türkei, die neben den Türken auch alle nichttürkischen Minderheiten betraf. Das am 2. Januar 1935 in Kraft getretene Gesetz Nr. 2525 gilt noch heute.
Der Bundesverband thematisierte daraufhin zusammen mit Reinhold Sendker (CDU), Mitglied des Bundestages, die Möglichkeiten einer Namensänderung, welche dieser mit besonderem Einsatz gegenüber den Vertretern von Bund und Ländern durchsetzte.
Nach ausführlichem Dialog stimmten das Bundeskabinett und der Bundesrat einer Namensänderung der in Deutschland lebenden Aramäer zu. Diese besitzen nun das Recht in Form einer Verwaltungsvorschrift wieder ihre ursprünglichen Familiennamen anzunehmen (Nr. 44a NamÄndVwV).